# Thomas DiLorenzo
Thomas J. DiLorenzo (né en 1954) est professeur d’économie au Loyola College dans le Maryland. Libéral, c'est un partisan de l'École autrichienne d'économie. Il est l’auteur de deux ouvrages biographiques sur le président Abraham Lincoln.

## Publications

### Ouvrages
- (en) Thomas J. DiLorenzo, Lincoln Unmasked : What You're Not Supposed to Know About Dishonest Abe, New York, Three Rivers Press, 2006, 223 p. (ISBN 978-0-307-33842-6)
- (en) Thomas J. DiLorenzo, Organized Crime : The Unvarnished Truth About Government, Auburn, Ludwig von Mises Institute, 2012, 219 p. (ISBN 978-1-61016-256-2, lire en ligne)
- (en) Thomas J. DiLorenzo, The Real Lincoln : A New Look at Abraham Lincoln, His Agenda, and an Unnecessary War, New York, Three Rivers Press, 2003, 361 p. (ISBN 978-0-7615-2646-9)

### Liens web
- Thomas DiLorenzo, « Bastiat : entre les révolutions française et marginaliste », sur Institut Coppet, 11 janvier 2011 (consulté le 22 novembre 2014)
- Thomas DiLorenzo, « Le sommet des pastèques », sur Institut Coppet, 13 août 2013 (consulté le 17 août 2013)